# Открытые отношения

Фиолетовая лента Мёбиуса — символ полигамии и немоногамии.

Открытые отношения — вид взаимоотношений, участники которых хотят быть вместе, но при этом согласны на немоногамные отношения. Таким образом, участники открытых взаимоотношений допускают романтические, сексуальные или другие отношения с третьими лицами. Каждый отдельно взятый случай открытых взаимоотношений может отличаться от другого, так как конкретные условия таких взаимоотношений определяются партнёрами индивидуально. Часто могут быть разрешены флирт, свидания, поцелуи или половой контакт.
Чаще всего открытые взаимоотношения можно встретить, когда люди, вовлечённые в них, имеют одновременно романтические или сексуальные отношения более чем с одним партнёром. Такие отношения могут носить как кратковременный характер (например, свидания с другими людьми), так и долговременный (как открытый брак). В связи с тем, что открытые взаимоотношения имеют довольно гибкую структуру, условия могут постоянно меняться. Таким образом, договорённости между партнёрами могут постоянно меняться, а круг партнёров может уменьшаться или расти.